# Vino de Calidad Producido en una Región Determinada

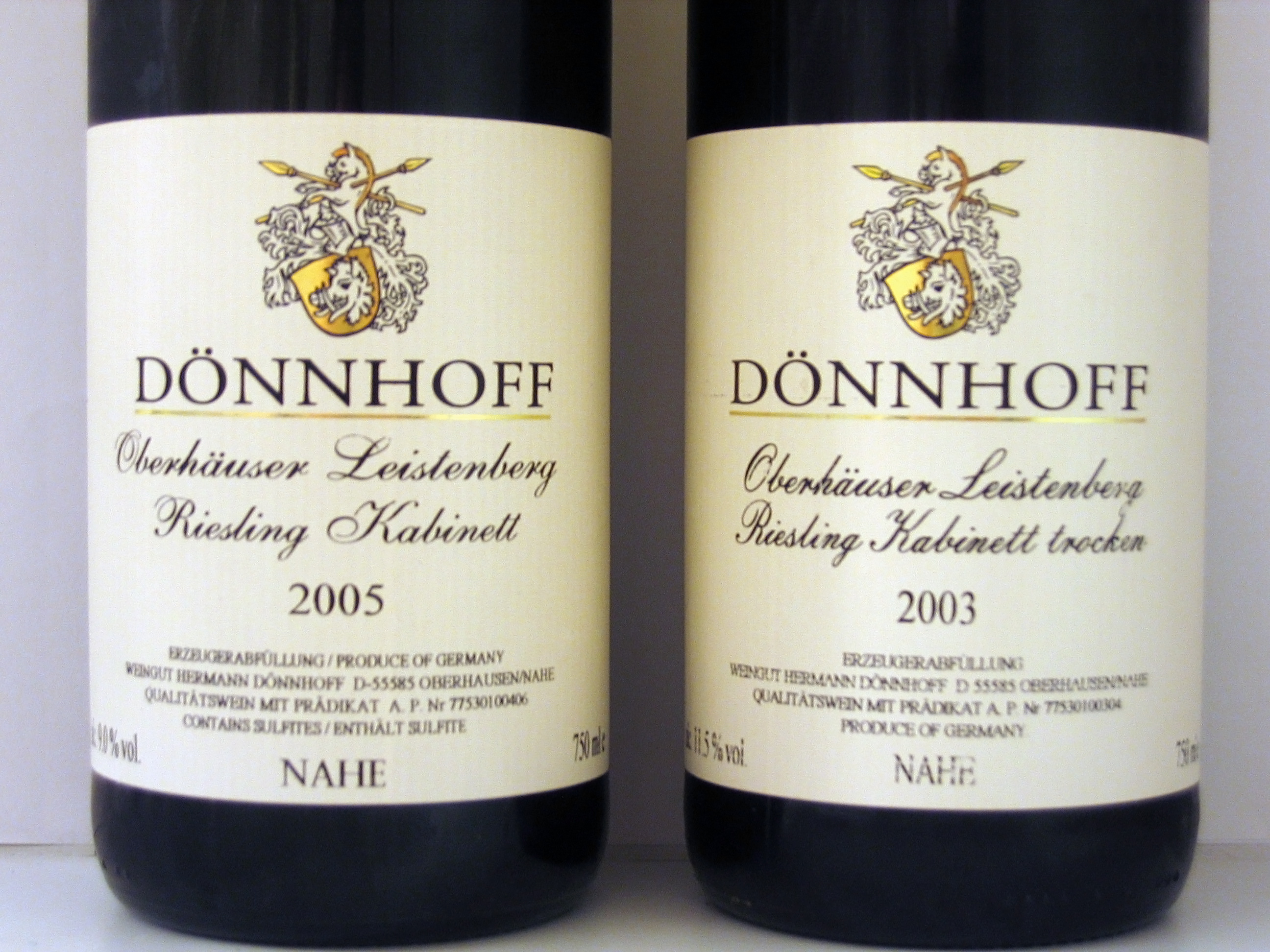
Etiquetas VCPRD alemanas.

La etiqueta VCPRD, de sus siglas «Vino de Calidad Producido en una Región Determinada», es una indicación geográfica que garantiza el origen y la calidad de los vinos en la Unión Europea. Las siglas pueden variar en las distintas lenguas de la UE. Las más comunes son VQPRD, ya que coinciden en francés, italiano, español, portugués y catalán.

## Variaciones nacionales
La indicación VCPRD agrupa las denominaciones de los diferentes estados:
- Alemania: Qualitätswein, Qualitätswein garantierten Ursprungs y Qualitätswein mit Prädikat
- Austria: Qualitätswein, Kabinettwein, Prädikatswein, Spätlesewein, Auslesewein, Beerenauslesewein, Ausbruchwein, Trockenbeerenauslesewein, Eiswein, Strohwein, Schilfwein y Districtus Austria Controllatus (DAC).
- Bélgica: Gecontroleerde oorsprongsbenaming y Appellation d'origine contrôlée (AOC).
- Bulgaria: Гарантирано наименование за произход (ГНП).
- Chipre: Οίνος Ελεγχόμενης Ονομασίας Προέλευσης (ΟΕΟΠ).
- España: Denominación de Origen Calificada (DOCa), Denominació d'Origen Qualificada (DOQ), Denominación de Origen (DO), Denominació d'Origen (DO), Denominación de Orixe (DO), Jatorrizko Deitura (JD) y Vino de Calidad.
- Eslovaquia: akostné šumivé víno vinohradníckej oblasti.
- Eslovenia: kakovostno peneče vino z zaščitenim geografskim poreklom y vrhunsko peneče vino z zaščitenim geografskim poreklom.
- Francia: Appellation d'origine contrôlée (AOC), Appellation contrôlée y Appellation d'origine vin délimité de qualité supérieure.
- Grecia: Ονομασία προελεύσεως ελεγχόμενη (ΟΠΕ) (denominación de origen controlada) y Ονομασία προελεύσεως ανωτέρας ποιότητος (ΟΠΑΠ) (denominación de origen de calidad superior).
- Hungría: minőségi bor y különleges minőségű bor.
- Italia: Vini di Qualità Prodotti in Regioni Determinate (VQPRD), Denominazione di origine controllata e garantita (DOCG). En Tirol del Sur, Kontrollierte Ursprungsbezeichnung y Kontrollierte und garantierte Ursprungsbezeichnung.
- Luxemburgo: Marque nationale, Appellation contrôlée y Appellation d'origine controlée (AOC).
- Malta: Denominazzjoni ta’ Oriġini Kontrollata (DOK)
- Portugal: Denominação de origem (DO), Denominação de origem controlada (DOC) e Indicação de proveniência regulamentada (IPR).
- República Checa: pozdní sběr, archivní víno y panenské víno.
- Rumanía: Vin cu denumire de origine controlată (DOC)

## Productos exentos
Quedan exentas la denominaciones de los siguientes productos:
- España: Cava, Jerez y Manzanilla.
- Francia: Champán.
- Grecia: Σάμος o Samos.
- Italia: Asti, Marsala y Franciacorta.
- Portugal: Madeira y Oporto.

## Categorías
Las diferentes categorías VCPRD definidas son:
- VECPRD, vino espumoso de calidad producido en región determinada.
- VACPRD, vino de aguja de calidad producido en región determinada.
- VLCPRD, vino de licor de calidad producido en región determinada.
- VCPRD, para los demás vinos.

## Denominaciones fuera de la Unión Europea
Las denominaciones de origen son tradicionales en España, Francia e Italia. En otros estados y fuera de la Unión Europea las denominaciones o bien sólo garantizan el origen, o bien son denominaciones genéricas que garantizan el producto, como es el caso de la Denominación de Origen Cava. La reglamentación europea se basa en las DO, AOC y DOC y prevé la extensión a terceros países. Fuera de la Unión las denominaciones utilizadas son:
- Argelia: Appellation d'origine garantie (AOG)
- Argentina : Denominación de Origen Controlada (DOC) e Indicación Geográfica (IG)
- Australia: Geographical Indication (GI)[2]
- Brasil : Denominação de Origem (DO) e Indicação de Procedência (IP)
- Canadá: Vintners Quality Alliance (VQA)
- Chile: Denominación de Origen de Región Vitícola
- Estados Unidos: American Viticultural Area (AVA)
- Marruecos: Appellation d'origine contrôlée (AOC) y Appellation d'origine garantie (AOG)
- Mercosur: Denominación de Origen Reconocida[3] e Indicación Geográfica Reconocida
- Nueva Zelanda: Geographical Indication (GI)
- San Marino: Identificazione d’Origine (IO)
- Sudáfrica: Wine of Origin (W.O.)
- Suiza: Appellation d'origine contrôlée (AOC)[4]
- Reino Unido: English vineyard quality wine psr y Welsh vineyard quality wine psr.
- Túnez: Appellation d'origine contrôlée (AOC)